# Jong Jin-sim
Jong Jin-sim (sinh ngày 1 tháng 2 năm 1992) là một vận động viên bóng chuyền người CHDCND Triều Tiên đã từng thi đấu tại Đại hội Thể thao châu Á 2010. Ở cấp câu lạc bộ, cô thi đấu cho câu lạc bộ thể thao 25 tháng 4. Cô cũng được vinh danh là MVP (cầu thủ xuất sắc nhất) tại VTV Cup 2008, 2012 và 2015.